# Каломо
Каломо (на английски: Kalomo) е град в Южна Замбия. Намира се в Южната провинция на страната. Има жп гара, от която на североизток се пътува до столицата Лусака (около 400 km), а на югозапад към Ливингстън и Зимбабве (около 150 km). Население 15 394 жители от преброяването през 2010 г.